# Ryszard Kozłowski (inżynier)
Ryszard Henryk Kozłowski (ur. 2 listopada 1942 we Lwowie zm. 19 listopada 2022 w Krakowie) – polski inżynier, nauczyciel akademicki, profesor nauk technicznych specjalizujący się w inżynierii materiałowej, polityk, prezes Przymierza Narodu Polskiego.

## Życiorys
W 1965 uzyskał tytuł magistra na Wydziale Mechanicznym Politechniki Śląskiej. W 1972 otrzymał stopień naukowy doktora na Wydziale Metalurgii i Inżynierii Materiałowej na tej samej uczelni, a w 1986 został doktorem habilitowanym na tym samym wydziale. W 1996 otrzymał tytuł profesora tytularnego, a w 2002 profesora zwyczajnego.
W latach 1965–1982 pracował w Instytucie Metalurgii Żelaza w Gliwicach, w 1985 w Instytucie Odlewnictwa w Krakowie, a w 1986 w Instytucie Inżynierii Materiałowej Politechniki Krakowskiej. Na tej uczelni pełnił później funkcje prodziekana Wydziału Mechanicznego ds. dydaktyki (1990–1993), dyrektora Instytutu Materiałoznawstwa i Technologii Metali (1994–1996) oraz prorektora ds. dydaktyki (1996–2002).
Od 1998 do 2003 był delegatem Polski i przedstawicielem Ministerstwa Nauki w programie COST 522. Był także członkiem m.in. Światowej Rady Programów Edukacyjnych w Inżynierii Materiałów (2001) oraz Sekcji Tworzyw Metalicznych Komitetu Nauki o Materiałach Polskiej Akademii Nauk (2003–2006).
W 2009 założył partię polityczną Przymierze Narodu Polskiego, której został prezesem. W tym samym roku był kandydatem KW Libertas w wyborach do Parlamentu Europejskiego w okręgu wyborczym obejmującym województwo kujawsko-pomorskie, otrzymał 1408 głosów. W 2013 kierowane przez niego PNP zostało wyrejestrowane. W wyborach samorządowych w 2014 otwierał okręgową listę Ligi Polskich Rodzin do sejmiku województwa małopolskiego, jednak partia ta nie zdobyła mandatów. W wyborach parlamentarnych w 2015 był natomiast liderem krakowskiej listy KWW Grzegorza Brauna „Szczęść Boże!” do Sejmu, ugrupowanie to również nie osiągnęło progu wyborczego.

## Publikacje
Autor lub współautor ponad 80 publikacji z zakresu geotermii i materiałoznawstwa, w tym 6 podręczników i skryptów, redaktor 6 wydawnictw materiałów konferencyjnych, główny autor 11 patentów. Był również publicystą Radia Maryja. Lista wybranych pozycji:
1. J. Sokołowski, J. Zimny, R. H. Kozłowski, Polska XXI wieku - nowa wizja i strategia rozwoju (w 26. rocznicę wyboru Kardynała Karola Wojtyły na Papieża), Łomianki, 2005.
2. R. H. Kozłowski, Nowa wizja i strategia rozwoju gospodarczego gmin, powiatów, województw i Polski w oparciu o bogactwa przyrodnicze i energię zasobów odnawialnych, Ogólnopolska Konferencja Naukowo-Techniczna „X Forum Odnawialnych Zasobów, Źródeł i Technologii Energetycznych - Ekoenergetyka 2005”, Kraków, 16-17.03.2005.
3. R. H. Kozłowski, Geotermia szansą dla polskiej energetyki, V Międzynarodowa Konferencja „Odnawialne źródła energii - stan aktualny i perspektywy rozwoju”, Kielce, 16-17.03.2005.
4. J. Zimny, R. H. Kozłowski, Energia odnawialna szansą naprawy gospodarki i poprawy sytuacji finansowej rodzin i gmin, Konferencja „Troska o Rodzinę, Drogi Wyjścia z Kryzysów Finansowych”, Kraków, 19.02.2005.
5. R. H. Kozłowski, J. Sokołowski, J. Zimny, Zasoby energetyczne są nasze, Wokół Energetyki, nr 1(23), 2005, str. 71-74.
6. R. H. Kozłowski, J. Sokołowski, J. Zimny, NUTS - kolejny rozbiór Polski? , Nowy Przegląd Wszechpolski, nr 1-2, 2005, str. 3-5.
7. J. Zimny, J. Sokołowski, R. H. Kozłowski, Ratujmy zasoby wody i gospodarkę wodną, Nowy Przegląd Wszechpolski, nr 1-2, 2005, str. 42-44.
8. R. H. Kozłowski, J. Sokołowski, J. Śledziewska, J. Zimny, Odrodzenie Polski przez powrót do narodowej mentalności, Warszawa, 2004.
9. R. H. Kozłowski, Materiałoznawstwo w energetyce XXI wieku, Hutnik - Wiadomości Hutnicze, nr 7-8, 2004, str. 297-300.
10. R. H. Kozłowski, Materials and technological aspects in conventional power generation as well as the diagnostics analysis of new steels generation - rozdział w opracowaniu książkowym 5-letniego projektu europejskiego COST 522: „Power Generation in the 21st Century Ultra Efficient, Low Emission Plant” (Steam Power Plant), Brussels, 2004.
11. R. H. Kozłowski, Zasoby geotermalne w Polsce na tle zasobów europejskich, MIOKON 2003 XIII Międzynarodowa Interdyscyplinarna Otwarta Konferencja Nauczycielska na temat: „Ekologia w turystyce”, 20-22.09.2003, Rzeszów, Stowarzyszenie Nauczycieli Przedmiotów Przyrodniczych i Technicznych jest Członkiem Międzynarodowego Związku Stowarzyszeń na rzecz Edukacji Przyrodniczej ICASE (International Council of Association for Science Education).
12. R. H. Kozłowski, J. Sokołowski, Ocena ekonomiczno-ekologiczna warunków wytwarzania energii elektrycznej i cieplnej z zasobów przyrodniczych, I Krajowa Konferencja na temat: „Wykorzystanie zasobów energii geotermalnej do produkcji czystej, taniej energii elektrycznej i cieplnej”, 2-3.06.2003, Zakopane-Kościelisko.
13. R. H. Kozłowski, J. Sokołowski, J. Zimny, Stosowane w świecie metody przetwarzania energii geotermalnej na elektryczną, I Krajowa Konferencja na temat: „Wykorzystanie zasobów energii geotermalnej do produkcji czystej, taniej energii elektrycznej i cieplnej”, 2-3.06.2003, Zakopane-Kościelisko.
14. R. H. Kozłowski, J. Sokołowski, J. Zimny, Możliwości kaskadowego wykorzystania energii geotermalnej, I Krajowa Konferencja na temat: „Wykorzystanie zasobów energii geotermalnej do produkcji czystej, taniej energii elektrycznej i cieplnej”, 2-3.06.2003, Zakopane-Kościelisko.
15. R. H. Kozłowski, J. Sokołowski, J. Zimny, Kaskadowe wykorzystanie energii geotermalnej, IX Ogólnopolskie Forum Odnawialnych Źródeł Energii - 2003, Zakopane-Kościwlisko, 21-23.05.2003, str. 93-105.
16. R. H. Kozłowski, Energy - The challenge of the 21st century X International Conference on Creep & Fracture of engineering materials and structures part creep resistant metallic materials, Praga, 8-11.04.2001.
17. A. Czyrska-Filimonowicz, R. H. Kozłowski, Stan badań materiałowych w projekcie COST 522, Inżynieria Materiałowa, nr 3/2001, str. 161-164.
18. R. H. Kozłowski, A. Czyrska-Filemonowicz, Stan badań materiałowych w europejskim projekcie COST 522, VIII Seminarium Naukowe „Badania materiałowe na potrzeby elektrowni i przemysłu energetycznego”, Zakopane, 27-29.06.2001.
19. R. H. Kozłowski, Energy - The challenge of the 21st century, Proceeding of the 9th International Scientific Conference, Achievements in Mechanical & Materials Engineering, Gliwice - Sopot - Gadńsk, Polska, 11-14.09.2000.
20. R. H. Kozłowski, Energetyka XXI wieku o wysokiej sprawności i niskiej emisji zanieczyszczeń, II Ogólnopolska Konferencja Naukowa „Problemy jakości stymulatorem rozwoju technologii bezodpadowych”, Kraków, 1999, str. 127-136.
21. R. H. Kozłowski, Materiałowe i technologiczne aspekty w energetyce konwencjonalnej, UE- Konf. tematyczna COST 522, Bruksela, 22-24.02.1999.
22. R. H. Kozłowski, Niektóre problemy materiałowe w energetyce konwencjonalnej, Energetyka, nr 9/1997, str. 417-421.
23. R. H. Kozłowski, Steam Power Plant Metallic Materials, Creep Resistant Metallic Materials, Proceedings the 9 Internatinal Symposium, Hradec. Czech Republic, 23-26.09.1996, str. 358-371.

## Odznaczenia
W 1985 otrzymał Odznakę Zasłużony dla Energetyki, a w 2001 Medal Komisji Edukacji Narodowej. W tym samym roku, za zasługi w działalności naukowo-badawczej, za zasługi w pracy dydaktycznej, został odznaczony Złotym Krzyżem Zasługi.